# Norrishova reakce
Norrishova reakce je fotochemická reakce ketonů a aldehydů, kterou objevil Ronald George Wreyford Norrish. Tyto reakce se dělí na Norrishovy reakce prvního a Norrishovy reakce druhého typu. Nemají větší syntetické využití, ale jsou významnými součástmi fotooxidací polymerů, jako jsou polyalkeny, polyestery, polykarbonáty, a polyketony.

## První typ
Norrishovy reakce prvního typu jsou fotochemická štěpení (homolýzy) aldehydů a ketonů na dva radikály. Karbonylová skupina absorbuje foton a je excitována na singlet, který se poté může přeměnit na triplet. Štěpením vazby α-uhlíku jednoho z těchto stavů se vytvoří dva radikály;
Podle své struktury mohou tyto radikály dále reagovat několika způsoby:
- Rekombinací na původní karbonylovou sloučeninu (s racemizací na α-uhlíku).
- Acylový radikál může odštěpit molekulu oxidu uhelnatého za vzniku nového radikálového centra na jiném α-uhlíku, po čemž se vytvoří mezi radikály nová vazba uhlík–uhlík;[3] výsledkem je odstranění karbonylové skupiny. Rychlost průběhu i výtěžnost tohoto procesu záleží na disociačních energiích vazeb substituentů na α-uhlíku karbonylu; čím vyšší je míra substituce α-uhlíku ketonu, tím pravděpodobnější je tento průběh reakce.[4][5]
- Oddělení α-protonu z karbonylové molekuly může vytvořit keten a alkan.
- Odštěpením β-protonu z alkylu se může utvořit aldehyd a alken.

Syntetická využitelnost tohoto druhu reakce je omezená; jedná se o častou vedlejší reakci u Paternòvých–Büchiových reakcí. Příkladem organické syntézy využívající Norrishovu reakci prvního druhu je příprava bicyklohexylidenu.

## Druhý typ
Norrishovy reakce druhého typu jsou fotochemické vnitromolekulární reakce odštěpující γ-vodík z excitované karbonylové sloučeniny za tvorby 1,4-biradikálů.
První taková reakce byla popsána v roce 1937.
K vedlejším reakcím zde patří β-štěpení na alken a enol (který se rychle tautomeruje na karbonylovou sloučeninu) a vnitromolekulární rekombinace radikálů vytvářející substituovaný cyklobutan (což se označuje jako Norrishova–Yangova reakce).

## Vlastnosti
Norrishova reakce byla zkoumána jako oxidace heptanalu, aldehydu vyskytujícím v atmosféře Země. Fotolýzou heptanalu za podmínek napodobujících atmosféru vznikaly reakcí druhého typu pent-1-en a acetaldehyd s 62% výtěžností; tvořily se také cyklické alkoholy cyklobutanol a cyklopentanol a s přibližně 10% výtěžností hexanal reakcí prvního typu (z původně utvořeného n-hexylového radikálu atakovaného kyslíkem).
V jedné studii byla zkoumána fotolýza derivátu acyloinu ve vodě za přítomnosti koloidního zlata vytvořeného půobením hydrogentetrachlorozlatitanu. Částicemi redukujícími Au3+ na Au0 (nejprve se redukuje Au3+ na Au2+, z nějž disproporcionací vzniká Au+ a Au3+ a Au1+ se nakonec redukuje Auo) jsou ketylové radikály.
Leo Paquette v roce 1982 získal dodekaedran v posloupnosti 29 kroků zahrnující tři navzájem oddělené Norrishovy reakce.
Příkladem syntetického využití Norrishovy reakce druhého typu je jeden z kroků totální syntézy kardenolidu ouabageninu, kterou provedl se svými spolupracovníky Phil S. Baran.